# Jugoistočni ngwi jezici
Jugoistočni ngwi jezici, jedan od četiri podskupina ngwijskih jezika raširenih po Kini. Ima 24 predstavnika:
- Alugu [aub] (China)
- Azha [aza] (China)
- Bokha [ybk] (China)
- Kathu [ykt] (China)
- Khlula [ykl] (China)
- Moji [ymi] (China)
- Muji, Northern [ymx] (China)
- Muji, Qila [ymq] (China)
- Muji, Southern [ymc] (China)
- Muzi [ymz] (China)
- Phala [ypa] (China)
- Phola [ypg] (China)
- Phola, Alo [ypo] (China)
- Pholo [yip] (China)
- Phowa, Ani [ypn] (China)
- Phowa, Hlepho [yhl] (China)
- Phowa, Labo [ypb] (China)
- Phula [phh] (Viet Nam)
- Phuma [ypm] (China)
- Phupa [ypp] (China)
- Phupha [yph] (China)
- Phuza [ypz] (China)
- Thopho [ytp] (China)
- Zokhuo [yzk] (China)

## Vanjske poveznice
Ethnologue (16th)